# 뱌체슬라프 레베데프

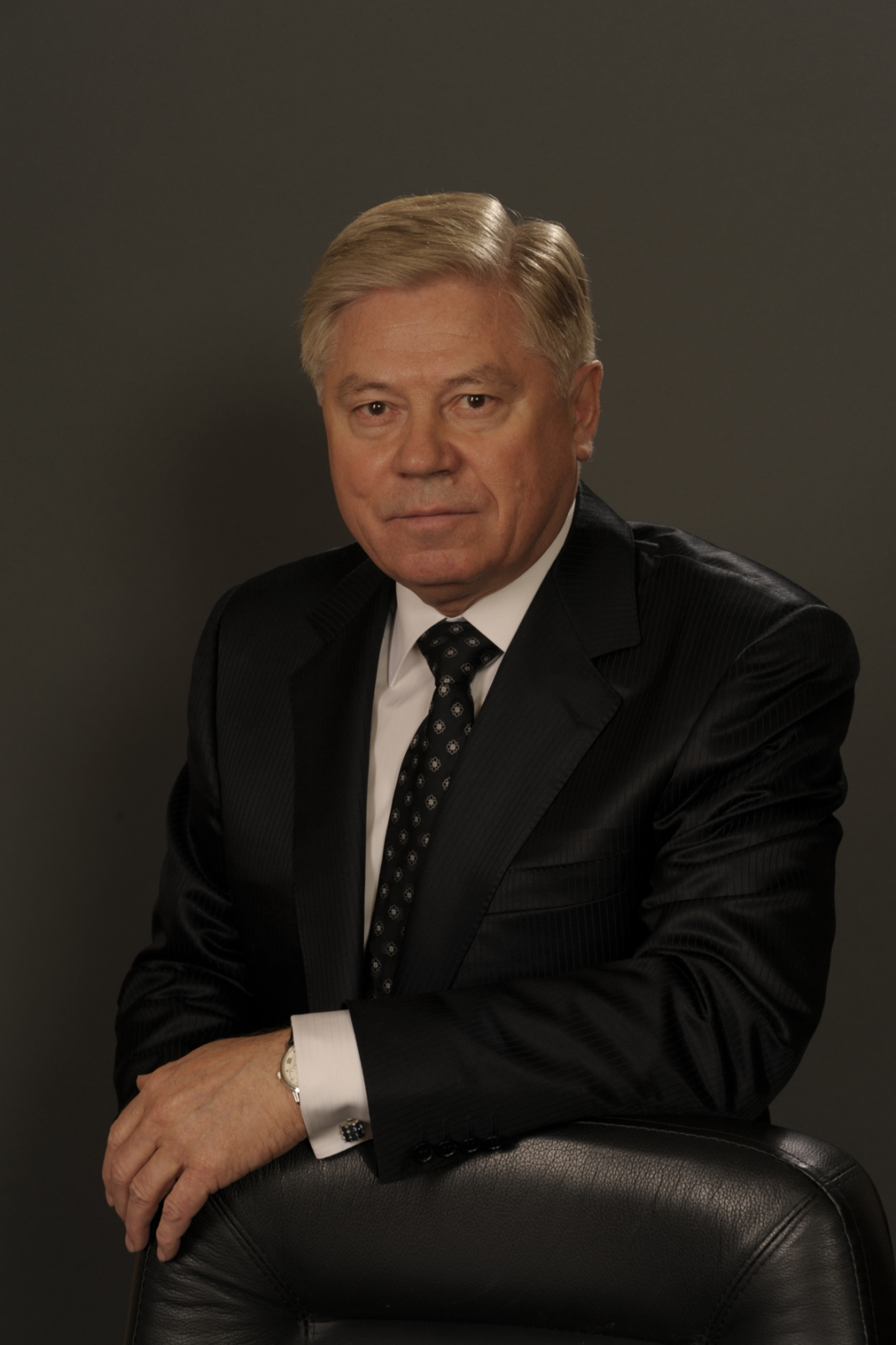
공식 초상화

뱌체슬라프 레베데프(본명: 뱌체슬라프 미하일로비치 레베데프, 러시아어: Вячеслав Михайлович Лебедев, 1943년 8월 14일 ~ 2024년 2월 23일)는 러시아의 변호사이자 법학자로, 1989년부터 2024년 사망할 때까지 러시아 대법원장을 역임했다.

## 약력
레베데프는 1943년 8월 14일 모스크바에서 태어났다. 로모노소프 모스크바 국립 대학교 법학부에 다녔으며 1968년에 졸업했다.